# 惠比島車站
惠比島站（日语：／ Ebishima eki */?）是位於北海道雨龍郡沼田町惠比島，是北海道旅客鐵道（JR北海道）留萌本線已廢除的鐵路車站。電報略號為エヒ。
車站名稱源自阿伊努語「e-pis-oma-p」，代表水源進入海濱的河流。

## 歷史
- 1910年（明治43年）11月23日 - 鐵道省留萌線深川車站至留萌車站之間設置本車站。
- 1913年（大正2年） - 留萌煤礦在本車站附近設置峠下儲煤場，並舖設約8km的蒸汽機車輕便鐵路。此外，本車站與峠下站之間亦設置專用路軌。
- 1920年（大正9年） - 留萌煤礦的輕便鐵路及專用路軌停用。在1923年至1930年期間廢除。
- 1930年（昭和5年）7月1日 - 留萌鐵道本車站至大刀別站路段開通。本車站成為轉車站。
- 1931年（昭和6年）10月10日 - 留萌線改稱為留萌本線。
- 1949年（昭和24年）6月1日 - 由日本國有鐵道接管。
- 1954年（昭和29年）11月25日 - 設置高架道路。
- 1965年（昭和40年）9月20日 - 車站的建築物改建。
- 1969年（昭和44年）5月1日 - 留萌鐵道休業。
- 1971年（昭和46年）4月15日- 留萌鐵道廢除。
- 1977年（昭和52年）5月25日 - 取消貨物裝卸業務。
- 1984年（昭和59年）2月1日 - 取消行李裝卸業務。同時因為停止賣票及改票而不再派駐職員，只保留負責閉塞系統的人員。
- 1986年（昭和61年）11月1日 - 由於閉塞系統改進而廢除列車交會設置，車站無人化。
- 1980年代後半 - 車站的建築物改建，改為使用列車。
- 1987年（昭和62年）4月1日 - 由於國鐵分割民營化，車站由JR北海道管理。
- 2023年（令和5年）4月1日 - 留萌本線石狩沼田至留萌廢線，本站廢站。

## 車站構造
廢站前為1面1線的地面車站，側式月台位於路軌的西南方（留萌方向的左方）。沒有設置轉轍器的單線路軌車站。從前曾是設有側式月台及島式月台，能夠進行列車交會的交換車站。當時位於車站旁的月台中央部份利用架空道路與對面月台的南方連接。車站旁為下行路軌，島式月台與車站之間為上行路軌，沒有設置編號。此外，上行路軌深川方向設置了側線，經過島式月台外側與留萌方向的路軌連接，而下行路軌留萌方向則設有貨物側線前往位於車站北方的缺角式貨物月台，而兩條路軌亦設有安全側線。但上述路軌及設備皆於1993年3月被移走。
為無人車站。車站的建築物位於西方，與月台中央部份連接。現時的建築物是由列車改造而成。由於本車站在拍攝電視劇「鈴蘭」時，曾經將木板黏貼在列車表面，造成古老建築的效果，拍攝完結後決定繼續使用。建築物內部亦曾進行整理，並設有廁所。
此外，建設局旁亦興建為拍攝之用的架空車站「明日萌站」。於舊建築物的地基上興建而成，再現昭和初期建築的感覺，同時為了將本車站旅遊化而繼續保留。
1999年，由於紀念章比賽而在明日萌車站的建築物內設置車站紀念章。因此本車站設有2個紀念章。

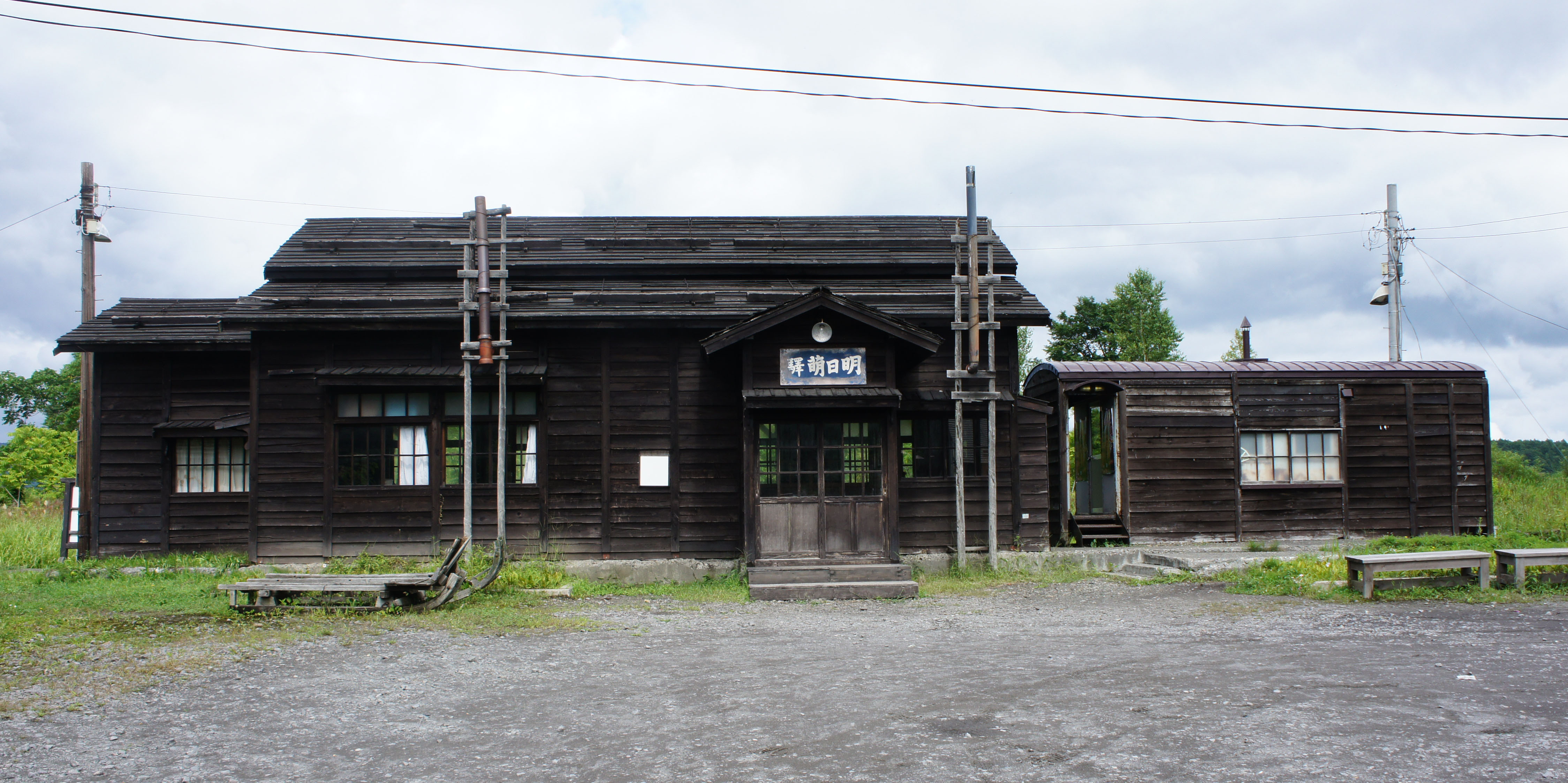
車站全景，左側為明日萌站的車站 （2017年8月）
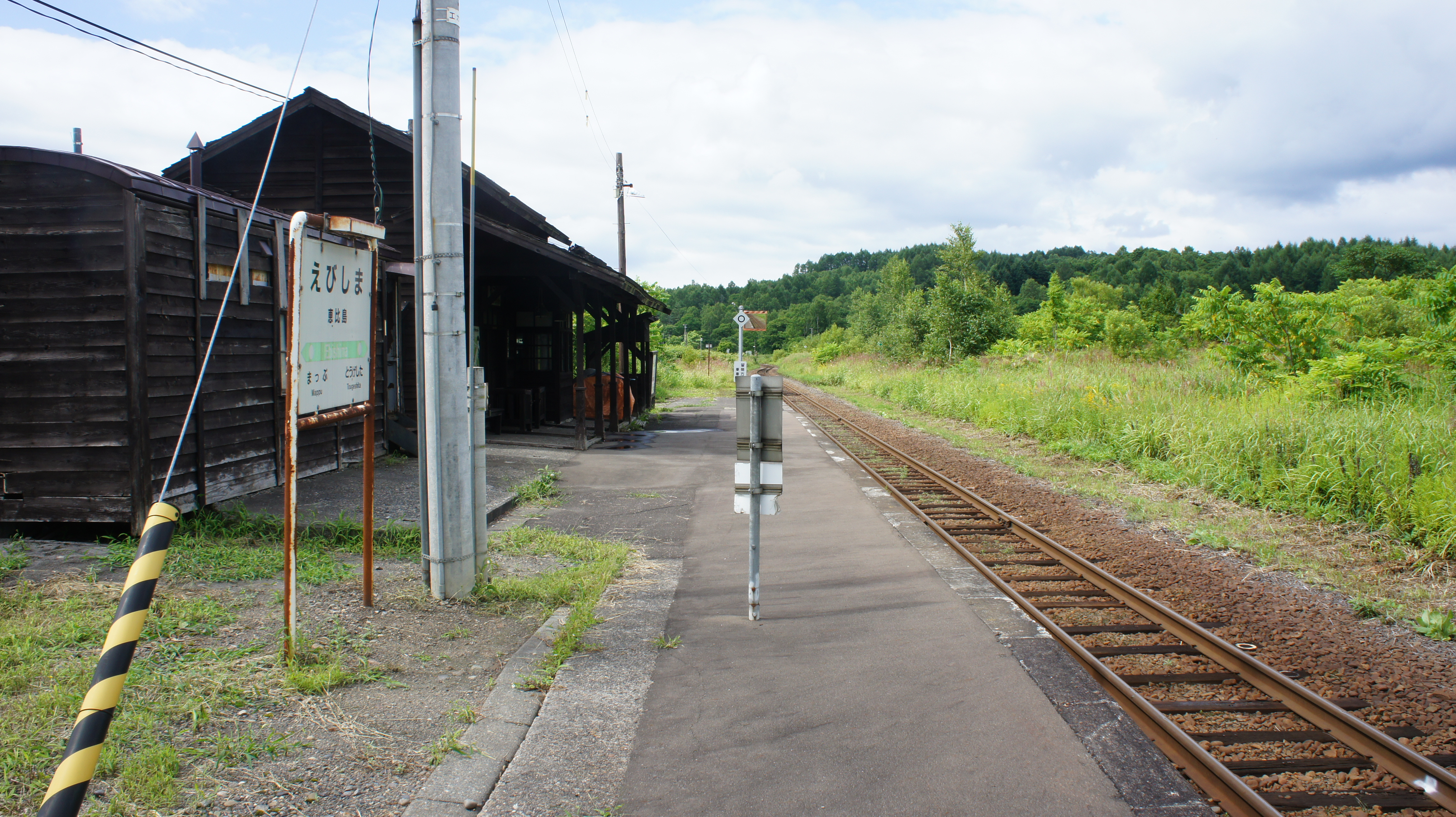
月臺（2017年8月）
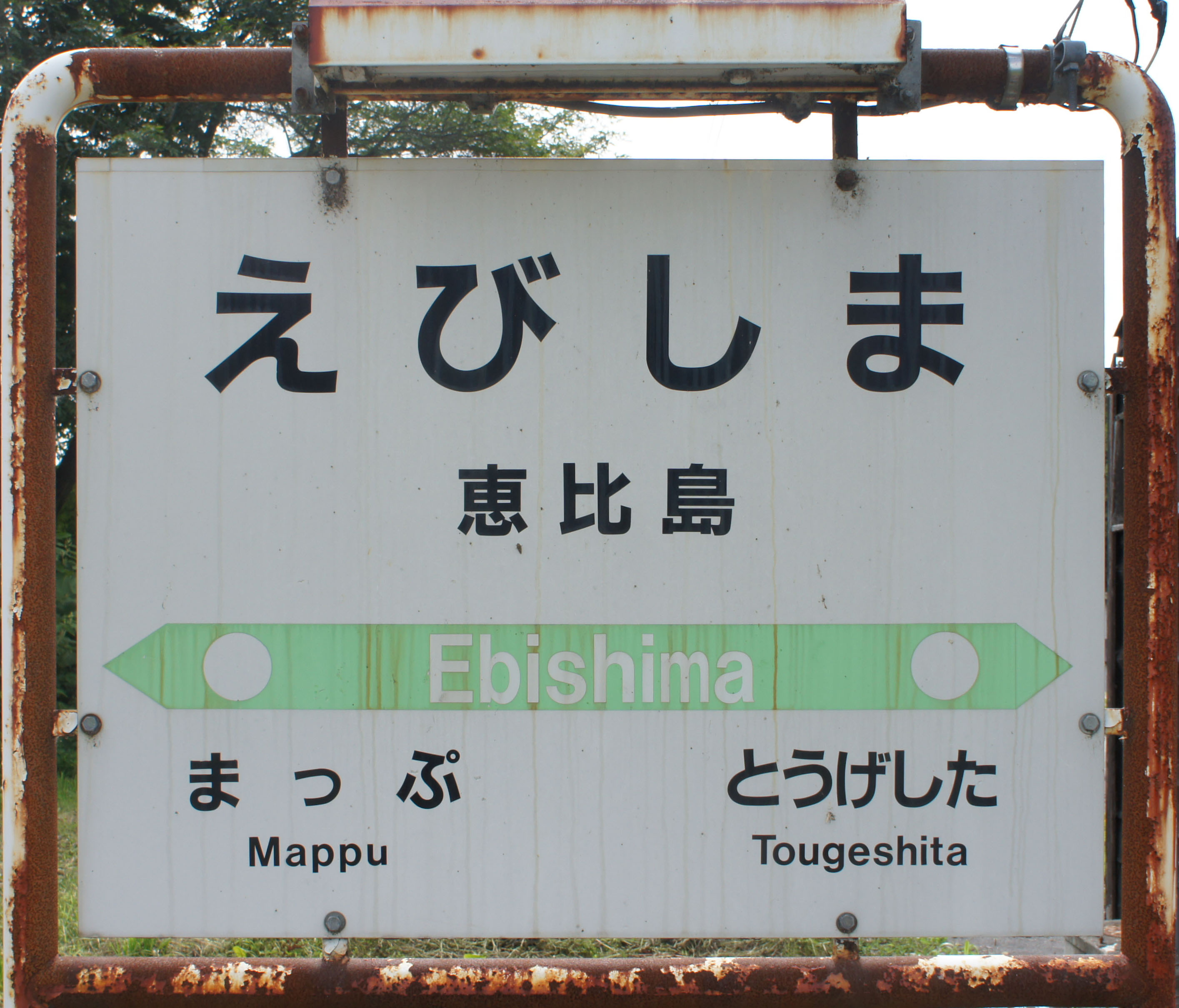
恵比島站的站名標 （2017年8月）
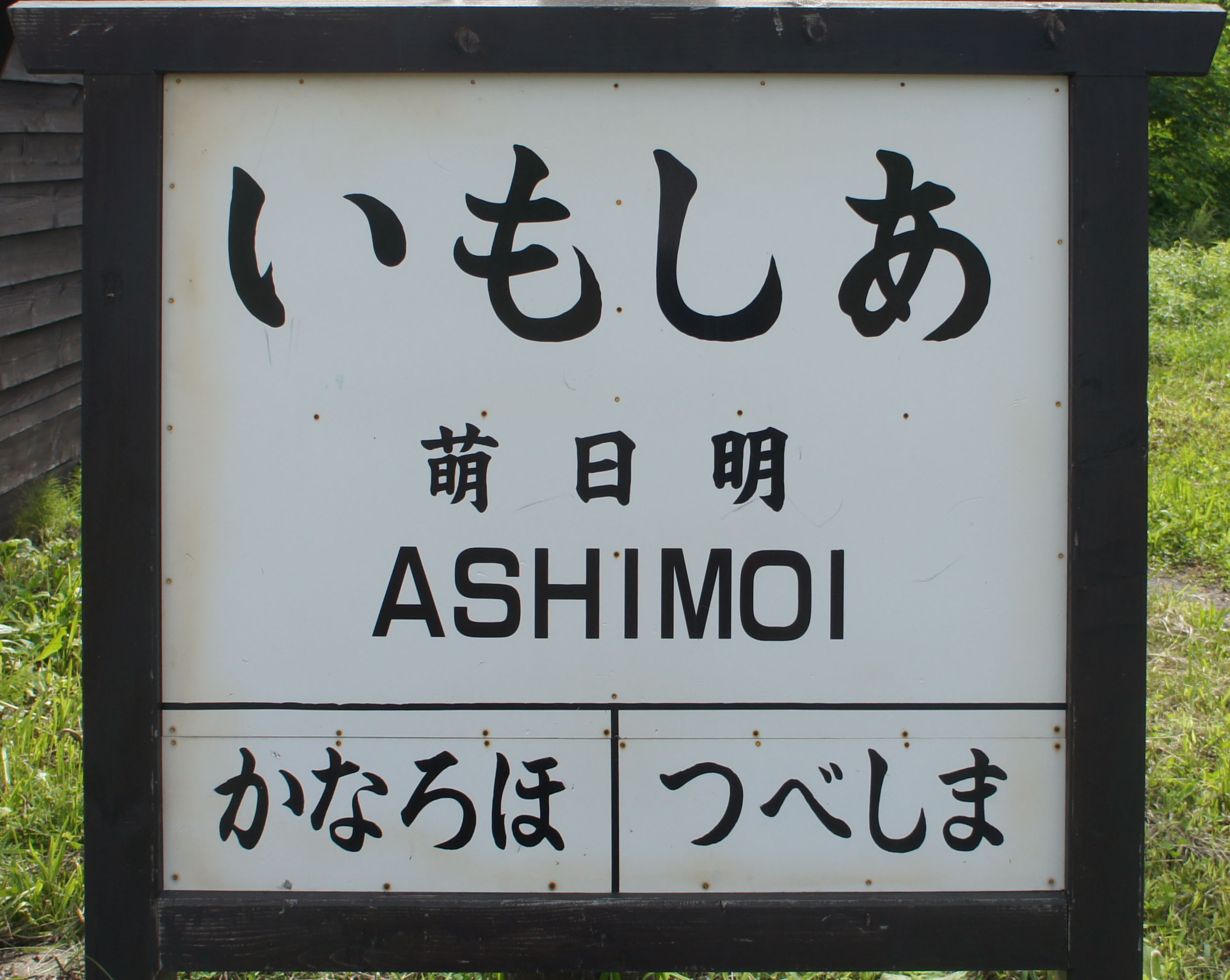
明日萌站的站名標 （2017年8月）

### 留萌鐵道惠比島站
車站設於島式月台外的3號線（東北方），其北方為貨物側線及鐵路車廠，路線由本車站往深川方向後向左彎，再往北方前進。廢線後車站範圍已變成荒地。

## 載客量
- 1981年度的每天載客量為58人。
- 1992年度的每天載客量為24人。
- 2011年至2015年度平均每天載客量少於10人[2]。

## 車站周邊
周圍主要是農地。明治時期曾經是稱為「山地之驛站」的交通要地，但現在已看不到任何痕跡。
- 北海道道549號峠下沼田線
- 北海道道867號達布石狩沼田停車場線（日语：北海道道867号達布石狩沼田停車場線）
- 惠比壽神社
- 永德寺 - 設置十一面觀音像。
- 木材廠
- 沼田町營巴士「惠比島站前」車站

## 相鄰車站
北海道旅客鐵道
留萌本線
真布－惠比島－峠下
往深川（上行列車）方向的列車，4928D、4934D、4936D不會停靠真布站而直接前往石狩沼田車站。
往留萌（下行列車）方向的列車，4921D不會停靠本車站。

## 外部連結
- 惠比島站（JR北海道旭川分社）
- 明日萌之里（北海道沼田町）